# Carl Hoefkens
Carl Hoefkens (Lier, 6 de outubro de 1978) é um ex-futebolista e treinador de futebol belga que atuava como lateral-direito. Atualmente está sem clube.

## Carreira
Natural de Lier, uma cidade localizada na província do Antuérpia, Hoefkens profissionalizou-se no Lierse em 1996, aos 17 anos. Na sua primeira passagem pelos De Pallieters, jogou 129 partidas e marcou um gol.
Ele ainda vestiu as camisas de Lommel, Westerlo e Germinal Beerschot, e em 2003 foi contratado pelo Stoke City, que disputava a segunda divisão inglesa. Pelos Potters, o lateral-direito disputou 89 partidas e marcou 5 gols em 4 temporadas, e chegou a receber uma proposta do Club Brugge em janeiro de 2007, mas Hoefkens preferiu continuar no Stoke até agosto, quando assinou com o West Bromwich Albion. A torcida do WBA deu ao jogador o apelido de Wolverine, pela semelhança com o personagem da franquia X-Men.

## Volta à Bélgica e aposentadoria em Gibraltar
Em 2009, o Club Brugge contratou Hoefkens, que assinou um vínculo até 2011. Na temporada 2009–10, foi escolhido o capitão da equipe, onde atuou em 127 partidas e marcou 4 gols.
O lateral ainda voltaria a defender o Lierse em 2013, mas ele disputou apenas 20 jogos. Também não teve êxito em sua passagem pelo Oostende (18 jogos e um gol), e em 2015 assinou com o Manchester 62 de Gibraltar, onde encerraria a carreira após um ano.

## Carreira na seleção
Com passagem pelas equipes de base da Seleção Belga, Hoefkens estrearia pela seleção principal em 1999, mas não disputou as Eurocopas de 2000 e 2008 (a Bélgica não conseguiu a vaga em nenhuma das 3 edições), nem a Copa de 2002. Foram 22 partidas pelos Rouges, com um gol marcado.

## Pós-aposentadoria
Em 2018, Hoefkens exerceu a função de olheiro no Knokke, equipe da terceira divisão nacional. No mesmo ano, voltou ao Club Brugge para assumir as categorias de base do clube.
Em maio de 2022, após a saída de Alfred Schreuder, assumiu o comando do time principal, assinando um contrato de duração indefinida. Embora tivesse classificado os Blauw-Zwart às oitavas-de-final da Liga dos Campeões da UEFA, o desempenho irregular do clube na Jupiler Pro League causou a demissão de Hoefkens em dezembro.

## Títulos

### Como jogador
Lierse
- Jupiler Pro League: 1996–97
- Copa da Bélgica: 1998–99
- Supercopa da Bélgica: 1997, 1999

Germinal Beerschot
- Copa da Bélgica: 2004–05

West Bromwich Albion
- Football League Championship: [[2007–08

### Como treinador
Club Brugge
- Supercopa da Bélgica: 2022